# Дряново (Хасковська область)
Дря́ново (болг. Дряново) — село в Хасковській області Болгарії. Входить до складу общини Симеоновград.

## Населення
За даними перепису населення 2011 року у селі проживали 164 особи.
Національний склад населення села:
| Національність   | Кількість осіб | Відсоток |
| ---------------- | -------------- | -------- |
| болгари          | 152            | 92,7%    |
| цигани           | 8              | 4,9%     |
| інша             | 0              | 0%       |
| не визначились   | 4              | 2,4%     |
| Всього відповіли | 164            |          |

Розподіл населення за віком у 2011 році:
Динаміка населення: